# Fântânele (Mureș)
Fântânele alte Schreibweise Fîntînele [ˈfɨntɨnele] (veraltet Gialacuta; ungarisch Gyulakuta) ist eine Gemeinde im Kreis Mureș in der Region Siebenbürgen in Rumänien.
Der Ort Fântânele ist auch unter der siebenbürgisch-sächsischen Bezeichnungen Gielekonten und der ungarischen Gyalakuta bekannt.

## Geographische Lage

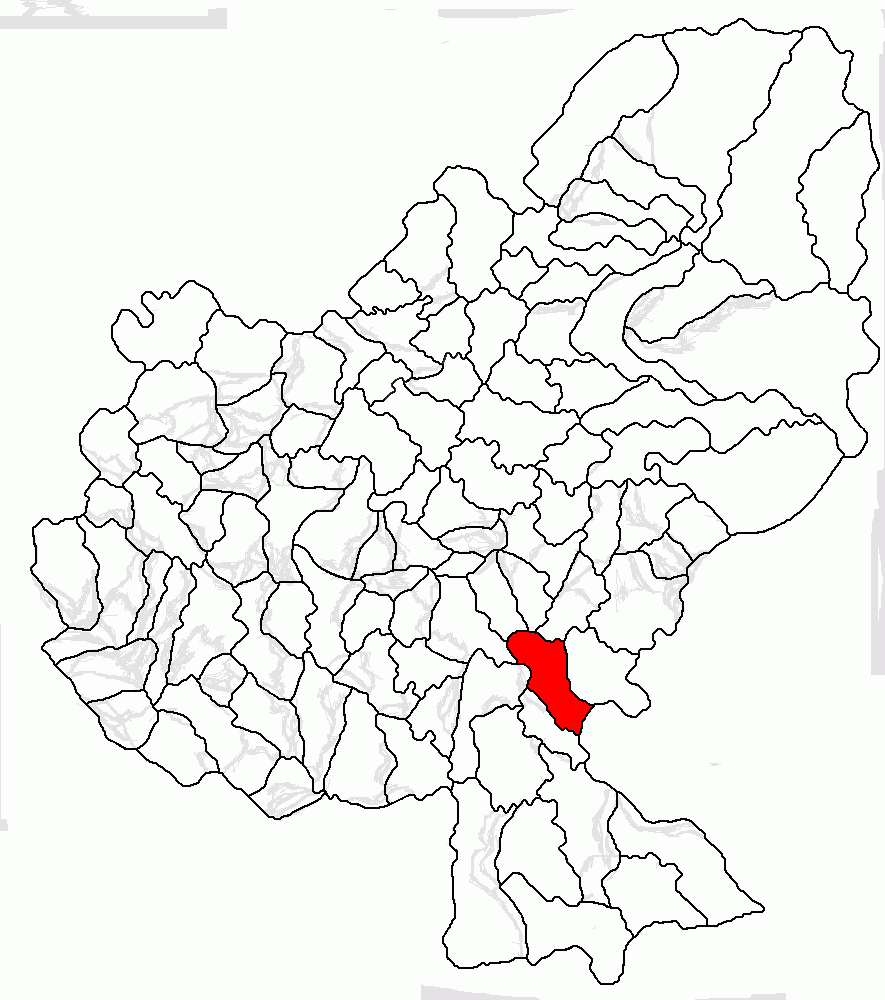
Lage der Gemeinde Fântânele im Kreis Mureș

Die Gemeinde Fântânele liegt im Kokeltal (Podișul Târnavelor) im Siebenbürgischen Becken. An der Târnava Mica (Kleine Kokel), der Nationalstraße DN13A und der Bahnstrecke Blaj–Târnăveni–Praid befindet sich der Ort Fântânele sechs Kilometer westlich der Kleinstadt Sângeorgiu de Pădure (Sankt Georgen auf der Heide) und etwa 28 Kilometer südöstlich von der Kreishauptstadt Târgu Mureș (Neumarkt am Mieresch) entfernt.

## Geschichte
Der Ort Fântânele, von Szekler gegründet, wurde 1332 erstmals urkundlich erwähnt.
Auf dem Gebiet Fântâneles, am Bach Hrean (Tormás), wurde bei Grabungen ein Beil der Bronzezeit zugeordnet. Reste einer Bug zwischen den Bächen Taurului (Bikás) und Szele wurden noch keinem Zeitalter, bei Pădurea sașilor (Szászok erdeje) Urnen der Römerzeit zugeordnet. Reste einer Burg umgeben von einem Erdwall auf dem Gebiet des eingemeindeten Dorfes Călimănești (ungarisch Kelementelke), auf dem von den Einheimischen genannten Areal Cetatea turcilor, wurde noch keinem Zeitalter zugeordnet. Archäologische Funde auf dem Areal der eingemeindeten Dörfer Roua (ungarisch Rava) und Viforoasa (Havadtő) bei Făgetul Mare wurden laut Angaben von Márton Roska und Gábor Téglás der Jungsteinzeit als auch der Hallstattzeit zugeordnet.
Im 16. bis ins 18. Jahrhundert gehörte der Ort Fântânele der ungarischen Adelsfamilie Lázár, aus der der ungarische Schriftsteller János Lázár (1703–1772) entstammt.
Im Königreich Ungarn gehörten Orte der heutigen Gemeinde zum Teil dem Stuhlbezirk Maros alsó („Unter-Maros“) in der Gespanschaft Maros-Torda und zum Teil dem Stuhlbezirk Székelykeresztúr im Komitat Udvarhely anschließend dem historischen Kreis Odorhei und ab 1950 dem heutigen Kreis Mureș an.
Das hier in Fântânele einst größte Gaskraftwerk Rumäniens, 1952 von einer russischen Firma errichtet und von einer deutschen fertiggestellt, hatte eine Leistung von 250 MW; wurde Mitte der 1990er Jahre stillgelegt. 2014 unterzeichneten Electrocentrale Bukarest (ELCEN) und die japanische Firma Marubeni einen Vertrag, bis 2017 hier in Fântânele neben dem ehemaligen Kraftwerk ein neues zu errichten.

## Bevölkerung
Die Bevölkerung der Gemeinde Fântânele entwickelte sich wie folgt:
| 1850 | 3.690 | 53  | 3.375 | -   | 262            |
| 1930 | 4.496 | 141 | 4.173 | 2   | 180            |
| 1966 | 6.922 | 655 | 6.018 | 105 | 144            |
| 1977 | 6.009 | 116 | 5.604 | 22  | 267            |
| 2002 | 5.067 | 68  | 4.749 | 1   | 249            |
| 2011 | 4.693 | 69  | 4.301 | 2   | 321            |
| 2021 | 4.854 | 76  | 4.563 | 2   | 213 (114 Roma) |

Seit 1850 wurde auf dem Gebiet der heutigen Gemeinde die höchste Einwohnerzahl der Rumänen, Magyaren und der Rumäniendeutschen 1966; der Roma (265) 1977 registriert.

## Sehenswürdigkeiten
- Im Gemeindezentrum die reformierten Kirche im 13. Jahrhundert errichtet und im 18. erneuert, steht unter Denkmalschutz.[11]
- Im Gemeindezentrum das Lazar Haus im 18. Jahrhundert errichtet und das Anwesen in der Hauptstraße Nr. 83 im 19. Jahrhundert errichtet, stehen unter Denkmalschutz.[11]
- Im eingemeindeten Dorf Bordoșiu (Bordosch) die römisch-katholische Kirche und der Glockenturm im 15. Jahrhundert errichtet, 1857 erneuert, und dessen Pfarrhaus 1812 errichtet, stehen unter Denkmalschutz.[11]
- Im eingemeindeten Dorf Roua (ungarisch Rava) die unitarische Kirche im 18. Jahrhundert und der Glockenturm 1723 errichtet, im 19. erneuert, stehen unter Denkmalschutz.[11]
- Im eingemeindeten Dorf Viforoasa (ungarisch Havadtő) die reformierten Kirche 1826 errichtet.[12]

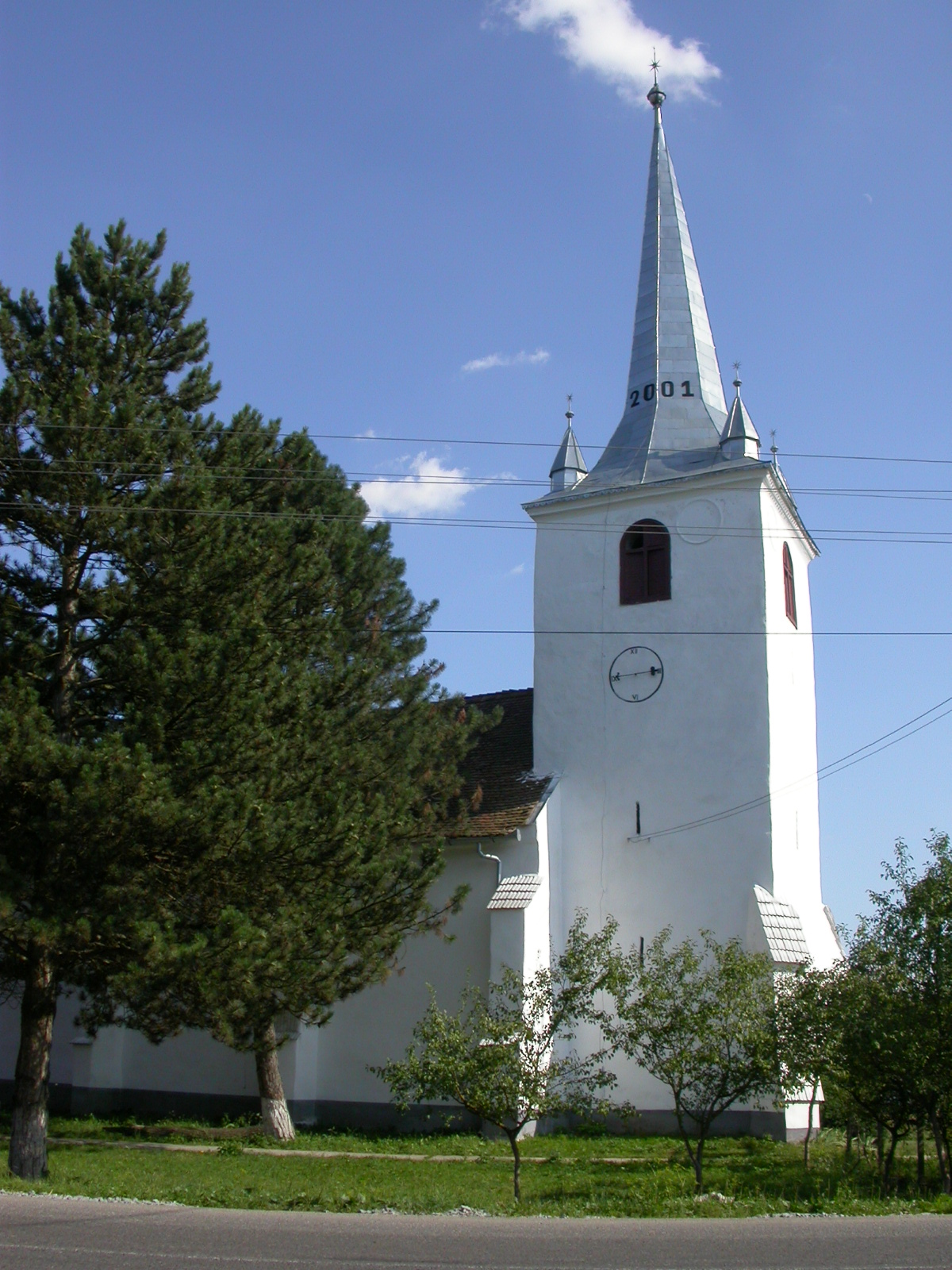
Reformierte Kirche in Fântânele
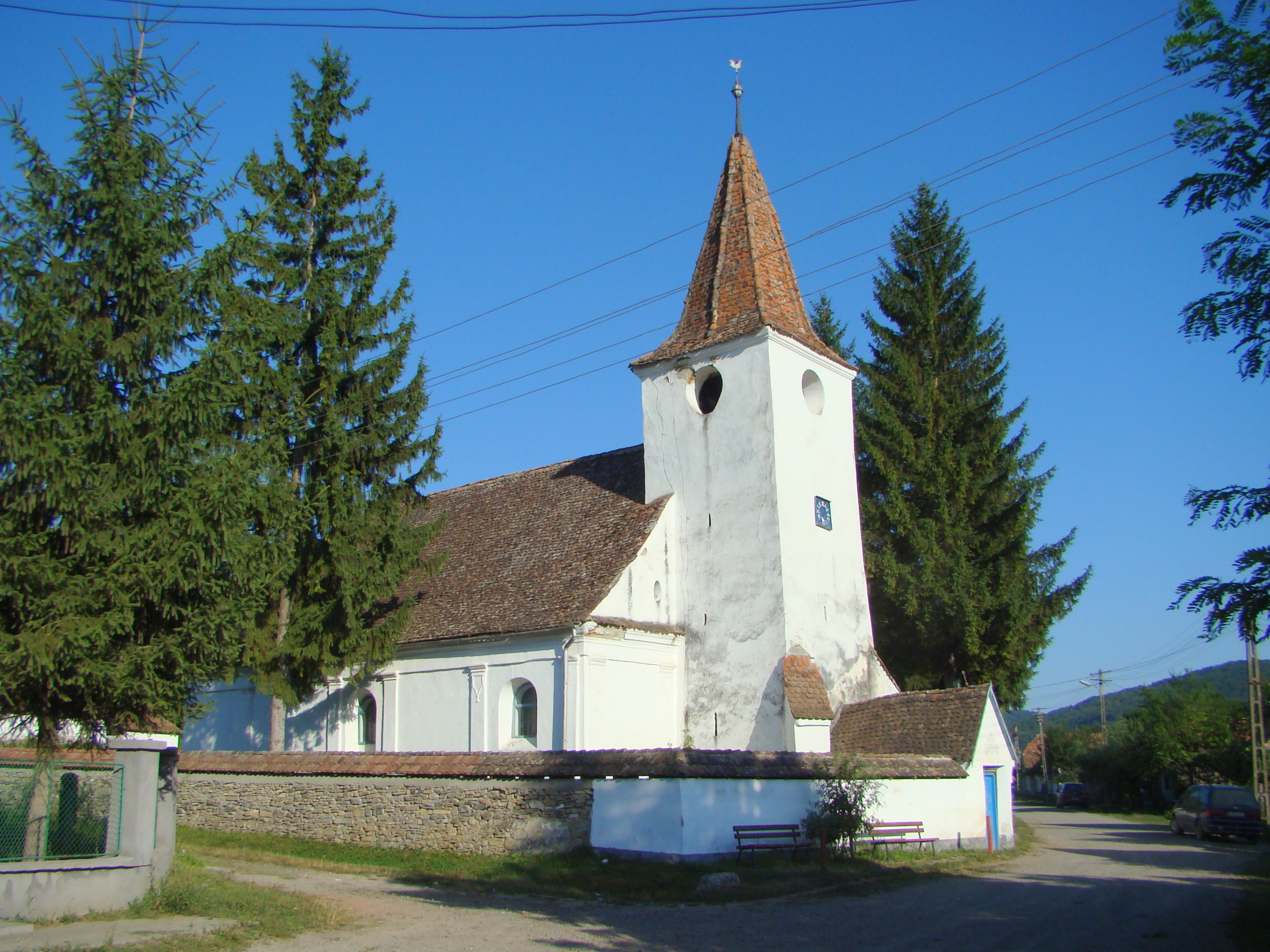
Unitarische Kirche in Roua
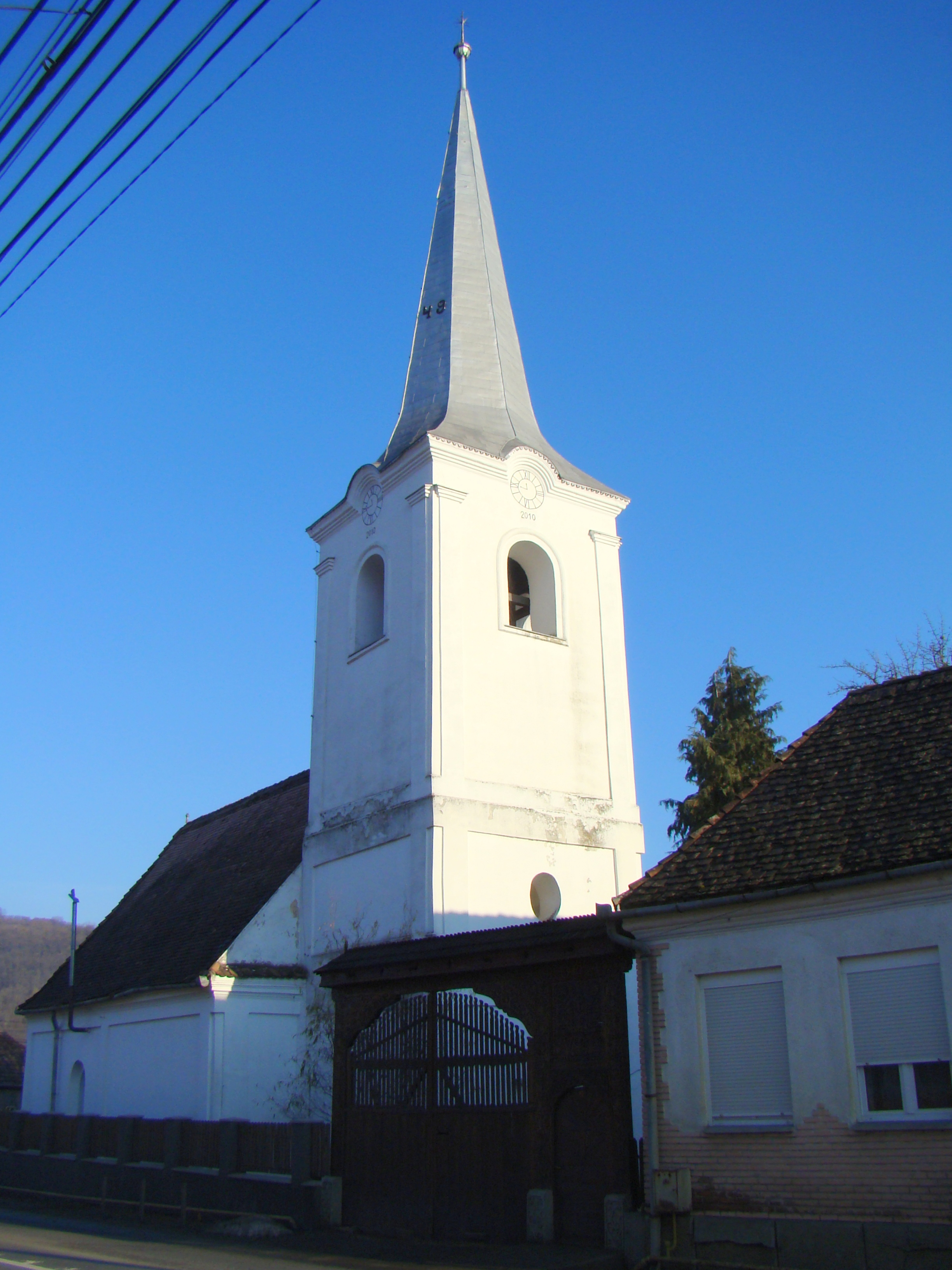
Reformierte Kirche in Viforoasa
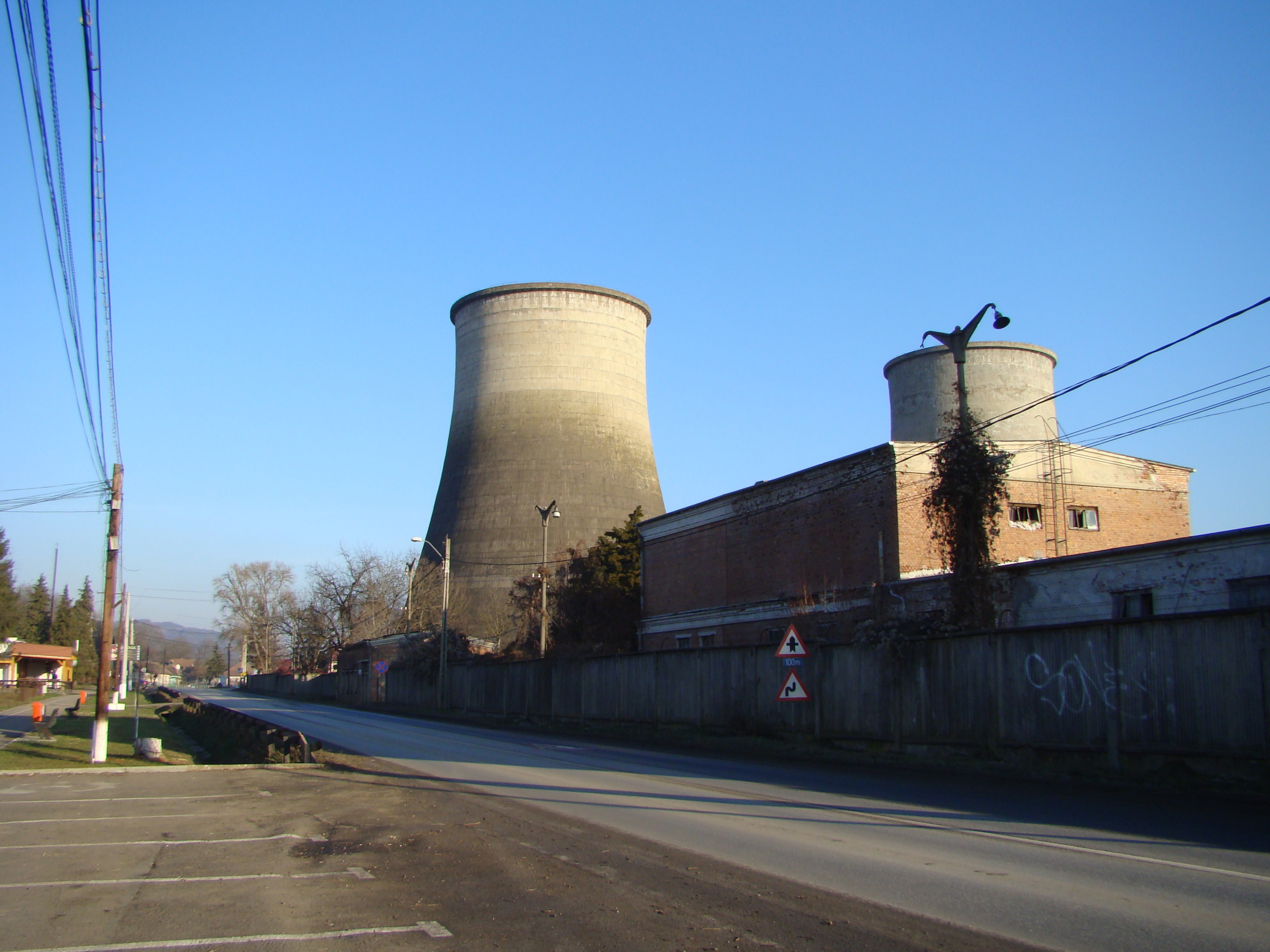
Gaskraftwerk in Fântânele